# Скородумов, Николай Владимирович
Никола́й Влади́мирович Скороду́мов (13 (25) апреля 1887, Волоколамск, Московская губерния — 16 ноября 1947, Москва) — русский театральный деятель, библиограф, библиофил, член Русского библиографического общества. Работал и.о. директора (1925—1926), главным библиографом, заведующим научно-библиографическим отделом научной библиотеки им. Горького МГУ.

## Биография
Учился в Московском  коммерческом училище, затем на естественном отделении физико-математического факультета Московского университета (поступил в 1909 году).
Один из организаторов и теоретиков крестьянского народного театра в России. Один из создателей студенческого кружка для изучения вопросов сельского народного театра. Работал  в Московском отделении Императорского Русского технического общества (в созданной художником В.Д. Поленовым Секции содействия устройству деревенских, фабричных и школьных театров). Автор книг и статей по вопросам народного театра. В предисловии к книге «Новый метод упрощенных постановок» писал: 

Работая в продолжении многих лет в селе, я не раз наблюдал, как вредно отзывается на развитии дела народного театра неумение устроителей правильно организовать внешнюю сторону спектакля: как наиболее рационально оборудовать сцену, как устроить декорации, как произвести те или другие световые и звуковые эффекты, как сделать костюмы и т. д. Десятки прекрасных пьес отвергаются лишь потому, что «очень сложна обстановка», и часто вместо них идут пьесы «легкие по обстановке», но совершенно не выдерживающие никакой критики ни со стороны художественности, ни со стороны содержания. <…> Автор этих строк был командирован за границу, чтобы на месте познакомиться с тем, как там поставлено дело в лучших сельских и наиболее «упростившихся» городских театрах. Пришлось познакомиться с целым рядом постановок, изучить литературу по данному вопросу, организовать ряд опытов, как непосредственно в сельских театрах, так и в самой Секции, и, наконец, обратиться к художественным авторитетам для проверки всего того, что добыто опытом. Результаты, полученные этим путем, и составляют материал нашей книги.

### Театральная деятельность
Студентом в 1906 году организовал в селе Бурмакино Ярославской губернии народный театр, просуществовавший до 1912 года. Поставил здесь (вместе со студентом и молодым актёром МХТ В.В. Готовцевым) спектакли «Борис Годунов» А.С. Пушкина, «Власть тьмы» Л.Н. Толстого; «Не всё коту масленица» А.Н. Островского и др. Основной задачей организаторов было «приблизить сцену к трудовому народу, освободить театр от унизительной роли места отдыха и забавы образованного общества». 

В Бурмакино Н.В. Скородумов осуществил интересный опыт народного спектакля под открытым небом. Летом 1911 года была поставлена комедия Н.А. Попова по известной народной сказке «Шемякин суд». Происходил спектакль на лесной опушке, место действия, по примеру шекспировского театра, обозначалось укрепленной на шесте надписью: «Действие проходит в судной избе у боярина Шемяки». А «Ночное» М.А. Стаховича разыгрывалось поздним вечером при свете костра и луны. Естественность обстановки, настоящие шалаш и костёр, лесной фон — всё это придавало спектаклю непосредственность и убедительность.— Ярославский район: страницы истории
Работой этого театра интересовались видные деятели искусства К. С. Станиславский, П. Н. Орленев, А. М. Васнецов и др.
В 1909 году Н. В. Скородумов создал крестьянский театр в подмосковных Больших Вязёмах вместе с В.В. Готовцевым и жителем Вязём В.А. Дицким. Репертуар этого народного театра также составляла русская драматургия. В репертуаре были пьесы «Не всё коту масленица» А. Н. Островского, «Порченый» крестьянского драматурга С. Т. Семёнова, «В низинах» А. Клепикова, «Русалка» А. С. Пушкина. Крестьянский театр в Вязёмах приобрел славу одного из наиболее выдающихся сельских театров. Весной 1910 года актер Павел Николаевич Орленев устроил в Вязёмах благотворительные спектакли, на которых присутствовали и самодеятельные артисты. В своих записках он живописно изобразил эти театральные перипетии.
16 сентября 1909 года в Большие Вязёмы по приглашению крестьян приехал Л. Н. Толстой, где осмотрел складочно-потребительское общество и посетил театр. Его секретарь В.Г. Чертков часто посещал театр в Вязёмах, а позднее устроил подобный в своем имении в Тульской губернии.
Артистами театра и их руководителями только за первые три года существования с 1909 по 1912 годы было поставлено 55 спектаклей (38 платных и 17 бесплатных), 12 литературно-драматических вечеров и 4 лекции. За это время его посетило до 12 тысяч человек. Из 29 членов при основании Вязёмского театра он вырос до 260 актеров перед Первой мировой войной, причем 40 % из них были крестьянами. Годовой расход театра вырос до 1200 руб. Театр существовал не столько от продажи билетов и членских взносов, сколько на средства Вязёмского складочно-потребительского общества. В 1913 году под Москвой действовало 11 подобных театров. Последние сведения о большевязёмском театре относятся к 1928 году.

### Коллекционирование
Владелец крупнейшей в Москве частной коллекции порнографических и эротических материалов (книги, рисунки, акварели, кинофильмы и др.), которую завещал библиотеке им. Ленина. Ценность коллекции отмечал в 1920-х годах директор института психоанализа И.Д. Ермаков: 

Сексуальность требует серьёзной и тщательной научной экспертизы, особенно потому, что она сыграла столь широкую роль в эволюции культуры и повседневной жизни… Очень важно сохранить коллекцию в чистом виде как социально ценную работу.
После 1934 года Скородумов составил машинописный каталог своей коллекции «Список редких книг по вопросам Sittengeschichte, Sexualwissenschaft, Erotica, Curiosa, принадлежащих зав. Научно-библиографическим отделом Н. В. Скородумову и находящихся во временном хранении в Научной библиотеке им. Горького Московского гос. университета», список был завершён 16 октября 1941 года, состоял из 1324 пунктов на 185 страницах. Книги по этого каталогу были переданы на временное хранение в библиотеку им. Горького Московского университета, особо редкие и ценные документы Скородумов оставил в кабинете сотрудника научной библиотеки МГУ В.В. Сорокина. 18 октября 1941 года библиотека МГУ эвакуировалась в Ашхабад. 

Есть версия, что с коллекцией был знаком и обеспечил безопасность владельца Г. Ягода.
«Среди сокровищ Скородумова было портфолио рисунков и акварелей авангардистского титана Михаила Ларионова. Сделанные в 1910-х годах, они не менее скандальны сегодня. На одном карандашном эскизе изображена счастливо задыхающаяся собака, стоящая перед человеком, который занимается гораздо большим, чем ласки. Акварель изображает двух солдат, имеющих интимную встречу на скамейке». После смерти Скородумова в его жилье был устроен обыск, было обнаружено 40 тысяч изданий, 1 763 из которых были эротического, а 5 тысяч — порнографического содержания. Правительство заплатило вдове, «гражданке Буровой», около 14 тысяч рублей за коллекцию, однако 6 173 издания (порнографические книги, брошюры и плакаты) оплачены не были. В то же время «Библиотека Ленина не сочла целесообразным вернуть литературу такого вредного характера гражданке Буровой, поскольку владение ею в доме частного гражданина представляет значительную опасность».

## Семья
- Супруга — Бурова Мария Петровна[1].

## Адрес
- Москва, Долгоруковская улица, Тихвинский переулок, д. 8, кв. 22[1]

## Сочинения
- Новый метод упрощенных постановок (устройство сцены и декораций) / Н. В. Скородумов; Моск. о-во нар. ун-тов. [Нар. театр]. Секция содействия устройству деревен. и фабрич. театров; С прил. ст. и эскизов декораций акад. В. Д. Поленова.. — М.: Т-во И. Д. Сытина, 1914.
- Устройство сцены и декораций в народном театре : Сокр. изд. книги того же автора: «Новый метод упрощенных постановок» / Секция содействия устройству деревенских, фабричных и школьных театров. — М.: [б. и.], 1920..
- На сцене села Бурмакина // Наука и жизнь : журнал. — 1966. — № 06. — С. 145—147.